# Ondata di freddo del febbraio 2012
L'ondata di freddo del febbraio 2012 ha interessato buona parte dell'Europa fino al Nord Africa nel periodo compreso tra il 27 gennaio e il 20 febbraio 2012, causando oltre 650 morti nelle aree interessate.
Fu caratterizzata da temperature estremamente basse, specialmente nell'Europa orientale, le quali raggiunsero un minimo assoluto di −39,2 °C il 2 febbraio a Kuusamo, in Finlandia e forti nevicate sui restanti paesi europei. Il 4 febbraio 2012 la neve cadde persino ad Algeri con un accumulo di circa 20 cm e l'aria gelida portò nevicate anche nel Deserto del Sahara.
Sull'Europa centrale ed orientale si sono succedute per diversi giorni delle forti tormente di neve con temperature fino a qualche decina di gradi sottozero (-36 °C in Serbia e Russia, -30 °C in Polonia e Ucraina, -20 °C in Germania e Romania). Le forti nevicate interessarono anche i Balcani e si spinsero fino al Mar Nero.

## Descrizione

### Dal 31 gennaio al 20 febbraio l'aria continentale invade l'Italia

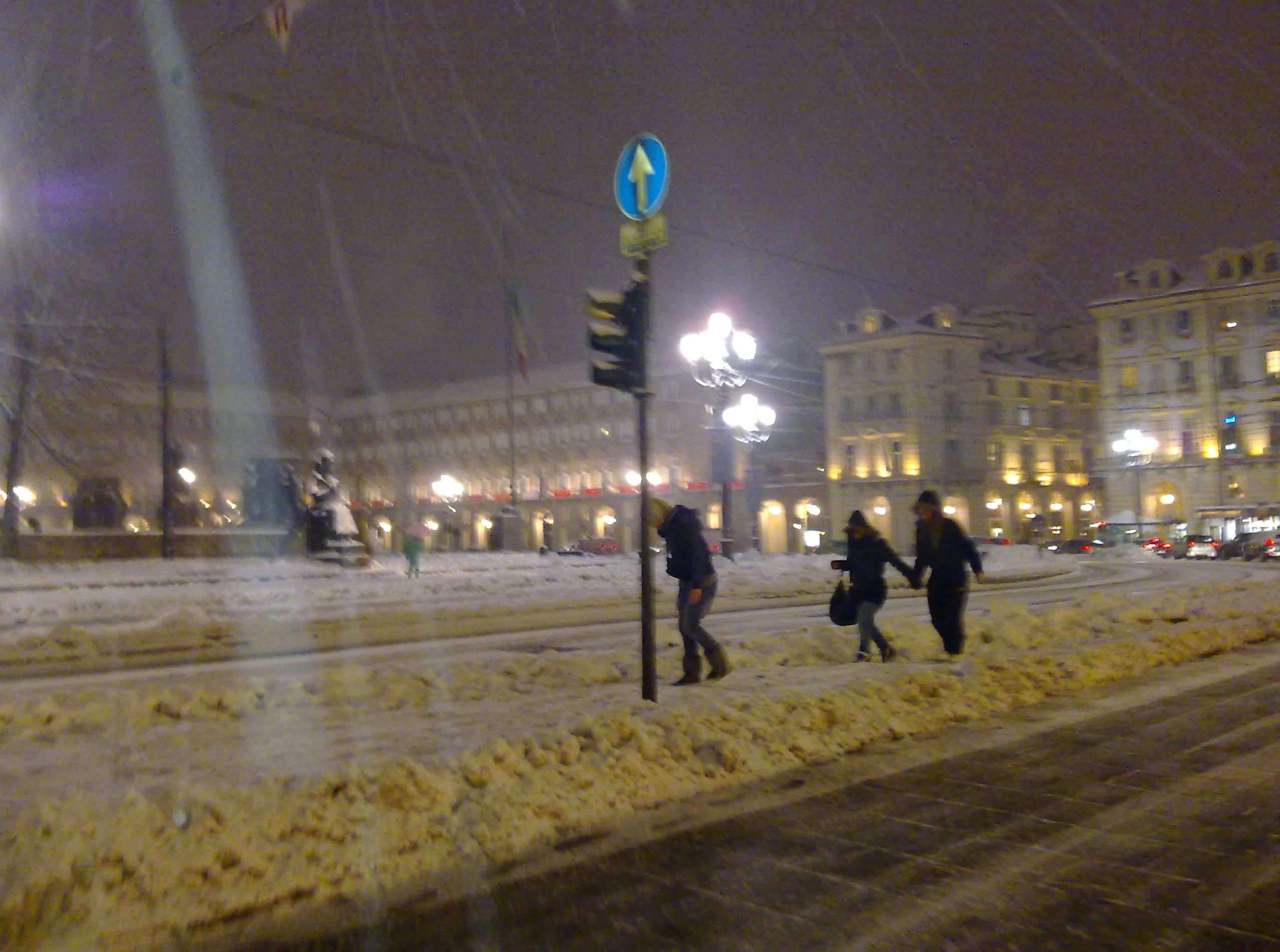
Neve copiosa a Torino il 28 gennaio 2012: la prima di una serie di nevicate

In Italia l'ondata di freddo ha provocato gravi disagi ed almeno 57 vittime accertate.
A partire dalla fine di gennaio, un flusso di aria artica continentale raggiunse la penisola. In un primo momento furono interessate soltanto le regioni del nord (a Torino e Milano la minima crollò a -13 °C), successivamente il freddo si estese anche alle regioni centro-meridionali con L'Aquila che raggiunse i -7 °C, ed infine l'aria artica invase alcune regioni del sud, in particolar modo quelle tirreniche Queste ultime, grazie alla formazione di una bassa pressione proveniente da ovest in contrasto con l'aria gelida proveniente dai Balcani, vennero imbiancate più volte. Fuori dalle nevicate le coste calabresi, siciliane e del Salento dove la neve cadde solo sulle cime più alte dei rilievi. Nel messinese, il 13 febbraio, un'intensa grandinata che durò quasi un'ora provocò disagi alla circolazione stradale; particolarmente colpita fu l'A20, dove si formarono lunghe code a causa del ghiaccio presente sull'asfalto. Nello stesso giorno una violenta grandinata imperversò anche su Catania, facendo registrare accumuli consistenti. Le temperature più fredde nell'estremo sud vennero registrate sulla Sila cosentina, con punte fino a -11 °C.

La neve cadde su gran parte dell'Italia, soprattutto in Emilia-Romagna, nella Repubblica di San Marino, e nelle province di Pesaro-Urbino, Ancona, Macerata e Fermo sulle regioni centrali, e soltanto alcune zone della Puglia, della Sicilia e della Calabria vennero escluse da questa improvvisa ondata di aria gelida. In molte zone del sud la neve raggiunse anche le quote di bassa collina o di pianura, come a Cosenza, dove in città l'accumulo fu di 15 cm circa, mentre l'hinterland ed il resto della provincia furono interessati da accumuli oltre i 20-30 cm; la zona ionica della provincia fu interessata addirittura da accumuli di oltre un metro; nevicò a Vibo Valentia e persino nelle Isole Eolie. Come già accennato precedentemente, nel Salento ed in alcune zone della Sicilia e della Calabria le temperature rimasero su valori anche superiori alla media stagionale, come testimoniano i 17 °C misurati nel leccese ed i 18 °C avuti nel messinese. La causa di ciò fu l'approfondimento della suddetta depressione mediterranea sul basso Tirreno, poiché l'intensa ciclogenesi ad essa associata innescò un richiamo di correnti miti sciroccali provenienti da sud.
L'ondata di freddo ebbe inizio il 28 gennaio, quando il gelo si concentrò soprattutto al centro-nord. Le prime regioni ad imbiancarsi furono quelle del nord-ovest, in particolare Piemonte e Liguria, con accumuli fino a 70 cm nel cuneese e neve a Torino.
Il 1º febbraio nevicò su gran parte della Toscana fino in pianura e sulle città di Pisa, Lucca, Viareggio. Le nevicate, tuttavia, non riuscirono a produrre accumuli omogenei su tutte le zone di pianura interessate, a causa degli intensi venti secchi di grecale e della conseguente compressione adiabatica dell'aria in caduta dal versante appenninico. Questo effetto è risultato particolarmente evidente ad ovest del Monte Pisano e nella città di Firenze, dove è stato coadiuvato dall'isola di calore locale. Altrove nevicò a tratti anche abbondantemente, con 10 cm misurati ad Empoli, con 20-25 cm misurati a Livorno ed i 27 cm cumulati a Siena. Scarsi furono invece gli accumuli fra Prato (dove si registrarono solo lievi accumuli temporanei nel centro storico e accumuli temporanei maggiori nelle periferie settentrionali ed occidentali) e Pistoia, dove furono imbiancate temporaneamente solo le periferie settentrionali a ridosso dei rilievi; accumuli furono inizialmente nulli in Maremma, zona in cui la neve arrivò invece il 10 febbraio con accumuli di alcuni centimetri fino al livello del mare. Neve abbondante invece cadde fra Viareggio e le Cinque Terre, dove il manto nevoso è stato ovunque spesso oltre i 10 cm.
In Emilia-Romagna la neve cadde in maniera molto abbondante su tutta la pianura a est di Parma e successivamente più a sud, verso il litorale tirrenico. Nell'area di Forlì-Cesena, Rimini e Pesaro-Urbino non si raggiungeva un tale picco di nevosità da almeno 100 anni, con accumuli fino a 4,5 metri in collina, 200 cm a Cesena città, 170 cm a Forlì città, 327 cm a Urbino città, mentre sulla costa romagnola ovunque si raggiungevano almeno i 75 cm dopo il 12 febbraio. Il 14 febbraio, tra Forlì e Faenza si raggiunse il picco del freddo con la temperatura minima di -19,2 °C rilevata dalla stazione amatoriale a norma (Davis Vantagre Pro 2) della località di San Biagio (nella pianura tra Forlì e Faenza - RA), mentre la temperatura minima ARPA-SIMC è stata registrata nella località di Granarolo Faentino (RA) con -17.9 °C.
Ma fu nella pianura Piemontese tra Torinese e Cuneese che il gelo ebbe il suo apice: in questa zona infatti i termometri rimasero perennemente sottozero anche nei valori massimi dal 29 gennaio al 13 febbraio e le temperature minime scesero sotto i -20 °C dal 4 al 7 febbraio toccando le punte di -23,9 °C a Candiolo il giorno 7 (rete RAM) e -23,8 °C a Villanova Solaro il giorno 6 (rete ARPA), e persino in Liguria, a Sassello, il termometro precipitò fino a -22,1 °C: un primato per questa regione in precedenza sempre risparmiata dalle ondate di freddo importanti. Il primato di temperature più basse va tuttavia all'Abruzzo: il giorno 15 febbraio infatti si sono misurati ben -28,6 °C a Tagliacozzo, -35,8 °C sull'Altopiano di Marsia e, record assoluto di temperatura più bassa dell'intera Italia, -37,4 °C ai Piani di Pezza (Rocca di Mezzo).

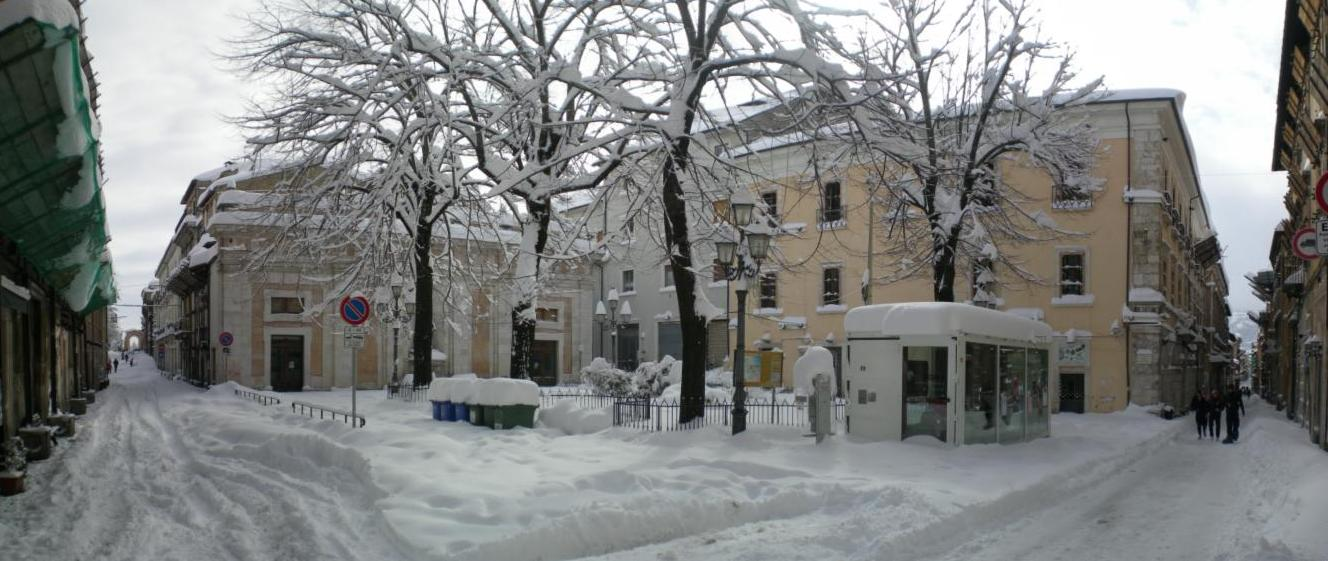
Piazza Regina Margherita (L'Aquila) dopo la nevicata

In Umbria nell'altopiano di Castelluccio di Norcia a 1350 m s.l.m. le temperature scesero ogni notte costantemente sotto i -25 °C con punte più basse degli irraggiungibili -30 °C e sul monte Vettore la neve rimase per tutta l'estate sciogliendosi definitivamente solo a metà settembre.
Nelle Marche la neve cadde pressoché su tutto il territorio regionale a partire dal 1º febbraio. Dopo una breve pausa, la precipitazione nevosa riprese a cadere dal tardo pomeriggio del 2 febbraio e si protrasse per circa 72 ore con la quota neve che scese progressivamente fino a raggiungere la costa. Nella provincia di Ancona caddero lungo la costa dai 25 ai 40 cm di neve, mentre immediatamente più all'interno nelle campagne l'altezza media della neve fu di 1 metro e mezzo con accumuli fino a 3 metri e mezzo nei rilievi più alti o nelle vallate strette dove il vento ammucchiava la neve; sempre sulla costa le temperature tra il 5-6 febbraio scesero come minimo fino a -5 °C con punte di -10 °C nelle zone più esposte al gelo, il mare non gelò. Nei paesi collinari e appenninici si registrarono il giorno più freddo di questo inverno temperature notturne anche di -18,5 °C raggiunte solamente nel lontano inverno del 1985. La provincia di Pesaro e Urbino risultò fra le più colpite dal maltempo. Nel comune di Mondavio, a Sant'Andrea di Suasa, domenica 5 febbraio c'era una media di 70 cm di neve al suolo, con accumuli di oltre 2 metri nelle zone più esposte ai venti di grecale. Le temperature rimasero sottozero per tre giorni. Dopo una tregua di 72 ore, la neve riprese a cadere la notte del 10 febbraio. Il 12 febbraio, quando la nevicata terminò, si misurò un'altezza media del manto nevoso di 130 cm, con cumuli di 2,50 m nelle zone più esposte e temperature comprese fra 1 °C e -2,5 °C.
A Montecopiolo, nel Montefeltro, nevicò incessantemente per ben 18 giorni. In tale località il manto nevoso raggiunse un'altezza di 3,5 m con picchi alti fino a 6 metri, nella città di Urbino caddero 318 cm di neve nel corso delle due settimane interessate dal maltempo, a memoria d'uomo non si ricorda una nevicata tanto copiosa, le stazioni di servizio non avevano più carburante, i supermercati completamente vuoti di generi alimentari, i disagi furono molti per la mancanza di energia elettrica e molte case rimasero con i riscaldamenti spenti per colpa del soffocamento dei camini, ci vollero due settimane per tornare alla normalità.
In Abruzzo il manto nevoso ricopri dal 29 gennaio tutto il territorio regionale, con accumuli sulla costa che raggiunsero i 40 cm. Durante la notte del 10 febbraio, nell'arco di 6 ore, caddero 60 cm di neve sulla spiaggia nei pressi di Silvi Marina (record di accumulo sulla costa). Sui monti la situazione fu peggiore: sulle cime del Gran Sasso e della Maiella si accumularono ben 5 metri di neve, facendo rimanere centinaia di paesetti del tutto isolati. Le temperature minime sulla costa arrivarono a sfiorare i -5 °C, mentre nella Marsica si raggiunsero punte di -25 °C fino ai 700 m di quota. In Lazio, Molise, Campania, Basilicata ed in alcune zone dell'Umbria il maltempo creò forti disagi con accumuli di neve diffusi dai 70 cm fino ad oltre i 1,5-2 metri in montagna ed isolamento di diversi centri montani. In molti centri di queste regioni venne meno l'elettricità. A Venafro (IS) e dintorni, in Molise, mancò l'energia elettrica per 2 giorni. A Tricarico in Basilicata nevicò per ben 90 ore e si raggiunsero accumuli minimi di 150cm, e accumuli eolici superanti i 3 metri nel centro storico. Mentre sul Monte Croccia, nel comune di Oliveto Lucano (MT) caddero più di 4 metri di neve. Le nevicate interessarono pressoché tutto il territorio regionale abruzzese già dal 2 febbraio e si protrassero quasi ininterrottamente per diversi giorni. Le precipitazioni si intensificarono a partire dal 3 febbraio e crearono forti problemi alla viabilità, con le autostrade A24 e A25 che rimasero chiuse tra molte polemiche per due giorni. All'Aquila il centro storico, puntellato in seguito al terremoto del 2009, venne chiuso in via cautelativa per paura di nuovi crolli. Al Sud le nevicate più abbondanti interessarono l'Irpinia, con ben 115 cm accumulatisi nella città di Avellino, e il Beneventano, ove il manto nevoso superò il metro e mezzo di altezza. Nei monti del Sannio la temperatura scese di molto sotto lo zero e l'altezza della neve superò i 3 m. La notte tra il 6 e il 7 febbraio nevicò lievemente anche a Napoli (non più di 5 cm) al centro, sul lungomare a 0 metri nevicava con circa 0 °C, nel cuore della notte Napoli si imbiancò per alcuni minuti, alle 6 di mattina la neve rimase dai 50 metri in su sui tetti delle abitazioni, la collina dei Camaldoli rimase imbiancata al lato che affaccia su Pianura, a valle del Vesuvio dai 120 metri in su la neve rimase al suolo per giorni. A San Sebastiano al Vesuvio e San Vito nevicò molto, ai 180 metri la neve arrivò fino a 35 cm, la temperatura su alcuni paesi vesuviani più in rilievo scese a -5 °C. In Irpinia si misurarono mediamente 200 cm di neve (con accumuli massimi di ben 400 cm di neve in alcune località montane irpine come al piano Laceno, situato a 1000 metri di quota nell'Irpinia meridionale) che causarono l'isolamento di numerosi comuni.

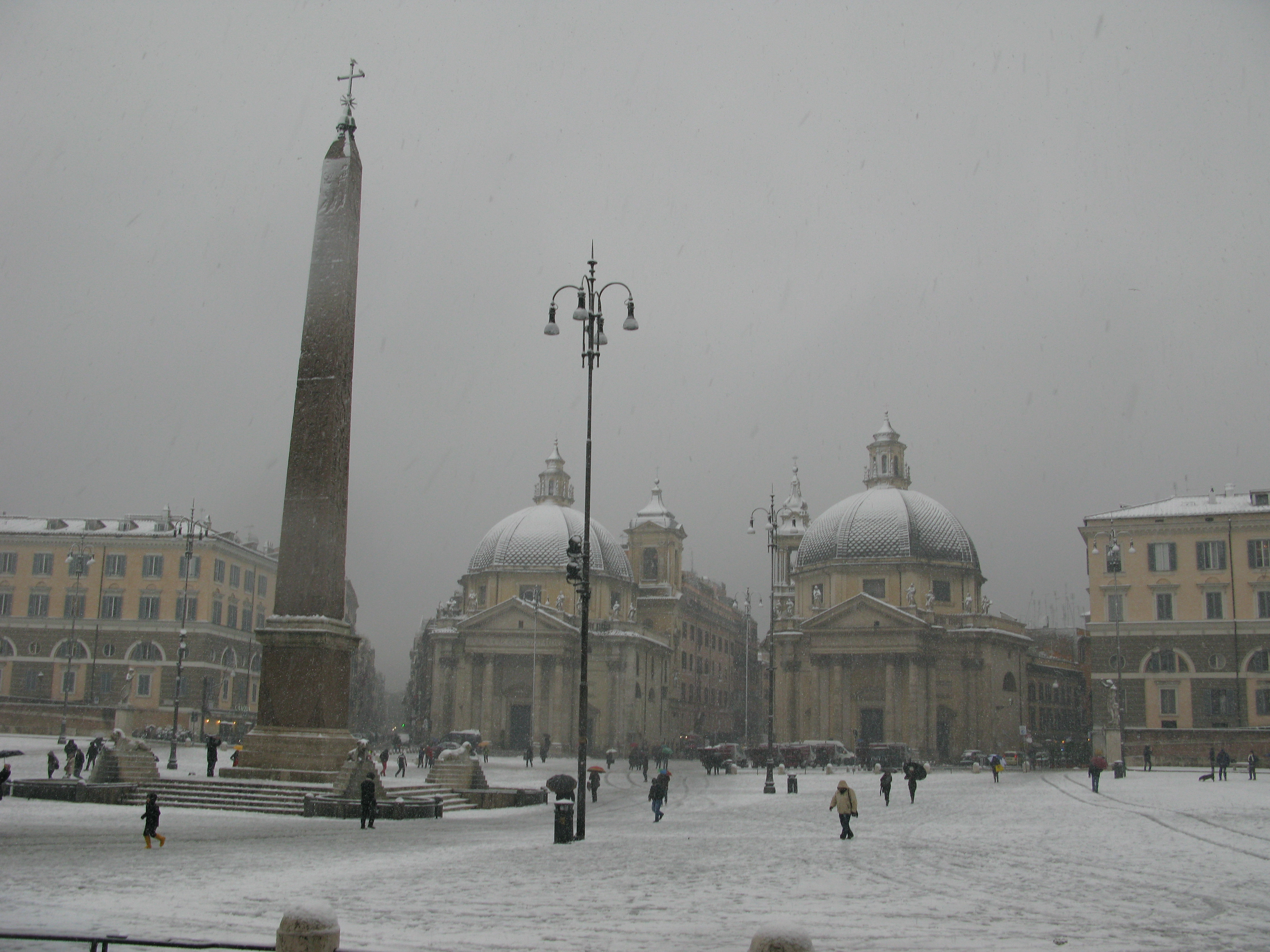
Piazza del Popolo imbiancata a Roma

Nel Lazio la neve cominciò a cadere la sera del 2 febbraio sulla parte sud-orientale della regione in particolare nella Media Valle Latina, in Provincia di Frosinone, a quote molto basse. La notte tra il 2 e il 3 febbraio i fiocchi raggiunsero anche le zone di pianura e il capoluogo Frosinone. Sempre la notte tra il 2 e il 3 febbraio fiocchi di neve misti a pioggia raggiunsero alcuni quartieri di Roma (specie l'estremo nord capitolino) mentre fuori dal Raccordo dei deboli accumuli si registrarono a partire dai 150 m di altitudine. Il giorno seguente, venerdì 3 febbraio, la città di Roma (tranne i quartieri meridionali e litoranei) poco prima dell'ora di pranzo venne interessata da una nevicata con accumulo di circa 5/10 cm nelle zone Nord, che si protrasse dalle 11.45 fino alle 16 circa. I quartieri romani più meridionali e litoranei videro cadere diversi millimetri di pioggia mista a neve (a tratti anche solo neve), a causa di un temporaneo richiamo di aria mite in quota. Nella notte tra il 3 ed il 4 febbraio, la neve finì per interessare tutto il territorio comunale, accumulando 5 cm ad Ostia sin sulla spiaggia, 10 cm nelle zone Sud della città, 20 cm in centro e fino a mezzo metro appena fuori dal Raccordo. Tale evento creò numerosi disagi alla popolazione romana e sfociò in un violento scontro verbale tra il capo della Protezione Civile Franco Gabrielli ed il sindaco della capitale Gianni Alemanno, sotto accusa per non aver gestito al meglio l'emergenza. Il 10 febbraio e 11 febbraio Roma fu nuovamente interessata da intense precipitazioni nevose a carattere temporalesco, con accumuli fino a 15-20 cm registrati in alcune zone settentrionali ed orientali della città. Il 10 febbraio i fenomeni nevosi colpirono, per la seconda volta dopo il 3 febbraio, anche il litorale laziale (a Civitavecchia la neve cadde dal mattino sino a tarda sera con accumuli fino a 10 cm nei quartieri più alti). Il giorno 4 febbraio la temperatura media su Roma fu di 0 °C e nei giorni successivi le temperature massime non superarono i 7-8 °C.  Nel resto della regione il 3 febbraio al mattino la neve ha continuato a cadere tra il debole e moderato fino a quote molto basse e localmente in pianura escluso il Pontino e la costa in genere. In particolare, le aree collinari della Provincia di Frosinone contavano già accumuli importanti anche di 20-30cm, come Ferentino a 395 metri sul livello del mare, nella Media Valle Latina, a fine evento conterà oltre un metro di neve entro il giorno 4 febbraio. Mentre nei centri montani la neve raggiungerà anche i 150 cm come il centro di Acquafondata a 926 metri sul livello del mare al confine con il Molise. Più in basso la neve riuscirà ad accumulare anche centri di pianura a macchia di leopardo con accumuli che variavano anche a pochi chilometri di distanza ed addirittura durante tutto il giorno del 3 febbraio in alcuni settori del Sorano e Cassinate cadde mista o pioggia anche a quote intorno ai 250 metri, e mentre a centri come Pontecorvo a 97 metri sul livello del mare cadevano 20 cm di neve circa e Colfelice a 158 metri sul livello del mare con circa 50 cm, centri come Isola del liri a 217 metri la precipitazione a volte assente cadeva sotto forma liquida o mista fino alla notte tra il 3 e il 4 febbraio quando girò definitivamente a neve, mentre nella città di Cassino la neve cadde solo per alcune ore il mattino del 4 febbraio regalando solo una imbiancata sciolta in poche ore. Frosinone fu investita tra il 2 tutto la giornata del 3 e le primissime ore del giorno 4 febbraio da un manto di oltre 60 cm di neve fresca. In seguito molti centri rimasero isolati per diversi giorni e senza energia elettrica ed acqua potabile. Qui le temperature medie giornaliere rimasero intorno allo 0 °C in pianura il giorno 3 febbraio. La neve nel Frusinate tornò a cadere anche il 5 febbraio con una temperatura intorno allo 0 °C già dal mattino anche se in maniera lieve e cumulando pochi cm dalle 9:45 del mattino 13:40, mentre fiocchi caddero in alcuni settori anche il giorno 7 febbraio. nella seconda ondata del 10 febbraio la neve interessò principalmente il nord della provincia e accumuli modesti.
In provincia di Bari, in particolare nelle città di Corato, Andria, Ruvo di Puglia, Terlizzi e in tutta la Murgia, caddero più di 30 cm di neve tra il 6 e 7 febbraio, e nuovamente nevicò il 14 febbraio nel sud-est barese e nel nord brindisino. Sulla Murgia rimasero isolati per giorni sia numerose "masserie" di Corato e Ruvo di Puglia che i comuni di Gravina di Puglia, Poggiorsini e Spinazzola. Nella provincia di Barletta-Andria-Trani cadde qualche cm di neve fin sui litorali.
Nella provincia di Foggia, invece, caddero almeno 10 centimetri di neve in tutti i comuni, ad eccezione delle zone costiere, dove l'accumulo si mantenne sui 2-3 centimetri. 
Sui comuni dei monti della Daunia caddero oltre 50 centimetri di neve e alcuni centri abitati rimasero isolati nei giorni più nevosi. Nei comuni di Lucera, San Severo e Foggia l'accumulo nevoso arrivò ai 10-15 centimetri, causando molti disagi alla circolazione stradale, anche a causa della caduta di molti alberi per l'eccessivo peso della neve.
In Friuli Venezia Giulia in particolare a Trieste le temperature nel periodo compreso tra 1º febbraio e 4 febbraio scesero sulla costa a minime di -10/-12 gradi e massime di -6 (oltre i -10 fuori città sul Carso, toccando i -15 a 350 metri di quota), dovute alla presenza della Bora particolarmente gelata e forte che spirò per settimane oltre i 100 km/h.
I moli marittimi della città furono invasi dal ghiaccio marino alto decine di centimetri dovuto alla forza del vento e al gelo intenso in grado di congelare il mare e tenerlo congelato anche sotto il sole e nelle ore più calde.

## Analisi meteorologica

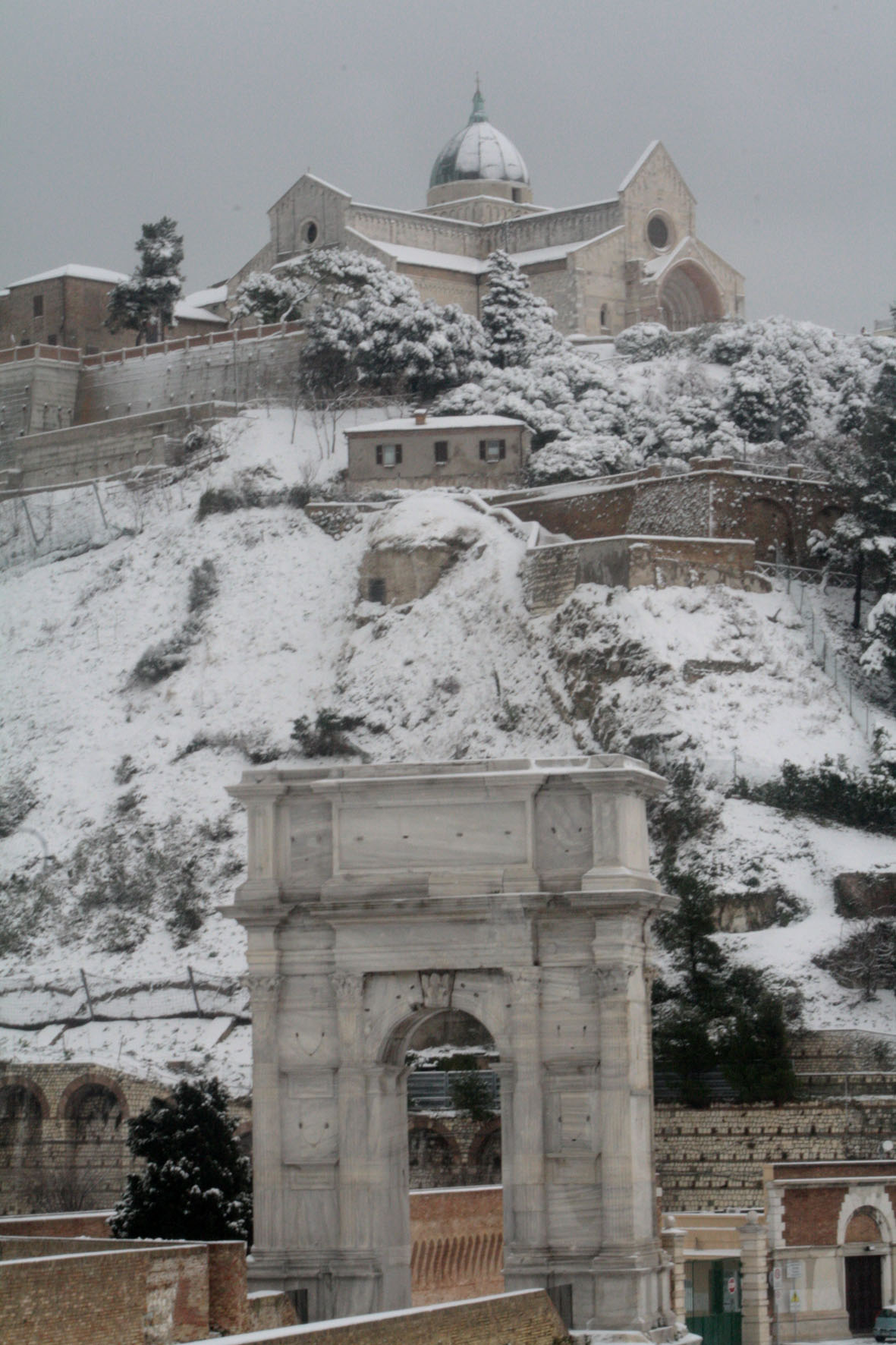
Ancona sotto la neve

I fenomeni nevosi della prima metà del mese hanno a tratti assunto delle spiccate condizioni di persistenza. Essi tuttavia sono stati preceduti da una stagione autunnale caratterizzata da una scarsa piovosità su buona parte del territorio italiano con l'eccezione delle zone alluvionate di Liguria e Sicilia, e da una precedente fase invernale non particolarmente fredda e scarsamente nevosa specie su Alpi (con l'eccezione delle Alpi di confine), Prealpi ed Appennino. Per questo motivo l'evento è classificabile a livello meteorologico come un fenomeno di compensazione.
Dal punto di vista sinottico due potenti irruzioni di aria fredda di matrice artica continentale provenienti dalla Russia e dalla Siberia, favorite dall'unione tra l'anticiclone delle Azzorre e l'anticiclone russo-siberiano (ponte di Voejkov), si sono abbattute sul territorio italiano a distanza di una settimana l'una dall'altra generando ciascuna una ciclogenesi sul Mediterraneo per contrasto con l'aria mite e umida preesistente. Ciò ha dato origine alla grande fase precipitativa unita al brusco abbassamento delle temperature con termiche a 850 hPa di -15 °C sulle Alpi e -10 °C sulle regioni centrali italiane. Si sono avute nevicate molto abbondanti fino in pianura soprattutto sul versante adriatico ed in parte anche su quello tirrenico, con annessi fenomeni di burian e di tormente di neve. Ad innescare una tale configurazione barica-sinottica è stato un evento di riscaldamento stratosferico occorso nella stratosfera a metà gennaio 2012., tale fenomeno ha contribuito al rafforzamento dell'anticiclone russo-siberiano dal quale sono giunte masse d'aria gelide di matrice continentale. Configurazioni sinottiche simili si ebbero anche nelle celebri ondate di freddo del 1956 e 1985.
Da punto di vista statistico l'ondata di freddo del febbraio 2012 in alcune località italiane, soprattutto tra Romagna e Marche, ha assunto il carattere di evento estremo ed eccezionale, paragonabile alle storiche nevicate del 1929 e del 1956, per il periodo relativo alla prima parte del mese. Rispetto al febbraio 1956 che si mantenne molto freddo fino alla fine del mese, seppur con gelo in attenuazione nella parte finale, il febbraio 2012 a livello complessivo mensile non può però reggere completamente il paragone sia per la minore estensione delle aree colpite dalle nevicate e dal gelo della prima metà del mese che per la fase con temperature nettamente al di sopra delle medie del periodo che si è verificata in terza decade, quando negli ultimi giorni del mese si sono verificati anche alcuni nuovi record di temperatura massima mensile sulle regioni settentrionali italiane (nuovi record di massima mensile alle stazioni ufficiali di Bolzano, Dobbiaco e Mondovì e record di massima mensile eguagliato a Grottaglie). Analizzando l'andamento complessivo mensile, vi è una similitudine maggiore del febbraio 2012 con il febbraio 1991, anch'esso caratterizzato dalla prima parte con gelo e neve e dalla terza decade con temperature ben superiori alle medie del periodo.

### Record di temperature minime mensili registrati in Italia
Presso le stazioni meteorologiche ufficiali della rete WMO presenti in Italia, gestite dall'Aeronautica Militare o dall'Enav, nel corso della prima metà di febbraio 2012 le temperature minime più basse si sono registrate alla stazione automatica dell'aeroporto di Torino Venaria Reale con -22,3 °C il 6 febbraio, alla stazione automatica di Cuneo Levaldigi con -22,1 °C il 7 febbraio e alla stazione automatica di Casale Monferrato con -21,3 °C il 6 febbraio: le tre suddette stazioni hanno però una serie storica breve o frammentaria da non rendere statisticamente rilevanti le temperature minime sopra citate.
Sono stati tuttavia registrati vari record di temperatura minima mensile presso la stessa rete di stazioni meteorologiche ufficiali con alle spalle serie storiche almeno cinquantennali:
- 6 febbraio 2012
  - Milano Malpensa -17,8 °C: eguagliato il record di temperatura minima mensile del 13 febbraio 1956; record di temperatura minima assoluta -18,0 °C il 7 gennaio 1985.
  - Novara Cameri -15,2 °C: precedente record di temperatura minima mensile -14,6 °C l'11 febbraio 1969; record di temperatura minima assoluta -19,4 °C il 18 gennaio 1960.
  - Trieste Ronchi dei Legionari -12,1 °C: precedente record di temperatura minima mensile -11,0 °C il 1º febbraio 1987 e il 4 febbraio 1991; record di temperatura minima assoluta -15,5 °C il 20 dicembre 2009.
  - Radicofani -9,8 °C: precedente record di temperatura minima mensile -9,7 °C il 6 febbraio 1991; record di temperatura minima assoluta -13,3 °C il 2 gennaio 1979.
  - Monte Argentario -6,2 °C: precedente record di temperatura minima mensile -6,0 °C il 1º febbraio 1962; record di temperatura minima assoluta -11,7 °C il 23 gennaio 1963.

- 7 febbraio 2012
  - Novara Cameri -15,2 °C: eguagliato il nuovo record di temperatura minima mensile del giorno precedente; record di temperatura minima assoluta -19,4 °C il 18 gennaio 1960.
  - Cagliari Elmas -3,2 °C: eguagliato il record di temperatura minima mensile del 3 febbraio 1956; record di temperatura minima assoluta -4,8 °C il 10 gennaio 1981.

- 10 febbraio 2012
  - Elba-Monte Calamita -4,6 °C: precedente record di temperatura minima mensile -4,4 °C il 22 febbraio 1982 e il 17 febbraio 1983; record di temperatura minima assoluta -9,9 °C il 23 gennaio 1963.

- 11 febbraio 2012
  - Elba-Monte Calamita -5,0 °C: precedente record di temperatura minima mensile -4,6 °C il giorno precedente; record di temperatura minima assoluta -9,9 °C il 23 gennaio 1963.
  - Capo Mele -3,0 °C: eguagliato il record di temperatura minima mensile del 10 febbraio 1986; record di temperatura minima assoluta -4,5 °C il 7 gennaio 1985.

- 12 febbraio 2012
  - Perdasdefogu -4,4 °C: precedente record di temperatura minima mensile -4,3 °C il 19 febbraio 1965; record di temperatura minima assoluta -6,8 °C il 23 gennaio 1963.

- 13 febbraio 2012
- Gavoi (NU) -17 °C record assoluto in Sardegna 
  - Alghero Fertilia -3,8 °C: precedente record di temperatura minima mensile -3,5 °C il 15 febbraio 2009; record di temperatura minima assoluta -4,8 °C il 10 gennaio 1981.

- 14 febbraio 2012
  - Rieti -14 °C: precedente record di temperatura minima mensile -8 °C il 28 febbraio 1975, il 3 febbraio 1982 e il 18 febbraio 2008; record di temperatura minima assoluta -20 °C l'11 gennaio 1985.

- 15 febbraio 2012
  - Roma Urbe -7,4 °C: precedente record di temperatura minima mensile -7,0 °C il 9 febbraio 1964; record di temperatura minima assoluta -9,8 °C l'11 gennaio 1985.

### Terza decade: record di caldo in Italia
In Italia, dopo la prima metà del mese con anomalie climatiche assimilabili a quelle della prima metà del febbraio 1956, la terza decade del febbraio 2012 si è caratterizzata per un sensibile rialzo termico, con temperature che soprattutto nelle regioni settentrionali sono risultate abbondantemente al di sopra delle medie del periodo, con una situazione di fatto molto simile a quella che caratterizzò l'andamento mensile del febbraio 1991 che ha fatto perdere le caratteristiche di eccezionalità al mese di febbraio 2012 nel suo complesso.
Presso le stazioni meteorologiche ufficiali italiane della rete WMO, gestite dall'Aeronautica Militare e dall'Enav, si sono registrati i seguenti record di temperatura massima mensile:
- 24 febbraio 2012
  - Bolzano +22,8 °C: precedente record di temperatura massima mensile +22,0 °C il 13, 14 e 25 febbraio 1998.

- 25 febbraio 2012
  - Bolzano +22,9 °C: precedente record di temperatura massima mensile +22,8 °C il 24 febbraio 2012.
  - Grottaglie +21 °C: eguagliato il record di temperatura massima mensile del 20 febbraio 1978, del 12 febbraio 1998 e del 25 febbraio 2008.

- 29 febbraio 2012
  - Mondovì +25,6 °C: precedente record di temperatura massima mensile +23,6 °C il 15 febbraio 1990.
  - Bolzano +23,1 °C: precedente record di temperatura massima mensile +22,9 del 25 febbraio 2012.
  - Dobbiaco +14,6 °C: precedente record di temperatura massima mensile +14,2 °C il 20 febbraio 1989.

## Le vittime
Al 16 febbraio 2012 il numero di morti accertati in Europa e in Nordafrica per le nevicate e il gelo è stato di oltre 650 persone.
- Russia: 205 morti
- Ucraina: 112 morti
- Polonia: 107 morti
- Romania: 86 morti
- Italia: 57 morti
- Algeria: 48 morti
- Bulgaria: 30 morti
- Rep. Ceca: 25 morti
- Lituania: 24 morti
- Serbia: 19 morti
- Ungheria: 16 morti
- Francia: 14 morti
- Bosnia ed Erzegovina: 11 morti
- Lettonia: 10 morti
- Kosovo: 7 morti
- Austria: 5 morti
- Grecia: 5 morti
- Slovacchia: 5 morti
- Croazia: 4 morti
- Germania: 4 morti
- Montenegro: 4 morti
- Albania: 3 morti
- Croazia: 3 morti
- Regno Unito: 3 morti
- Macedonia: 2 morti
- Estonia: 1 morto
- Moldavia: 1 morto
- Paesi Bassi: 1 morto

## Galleria d'immagini

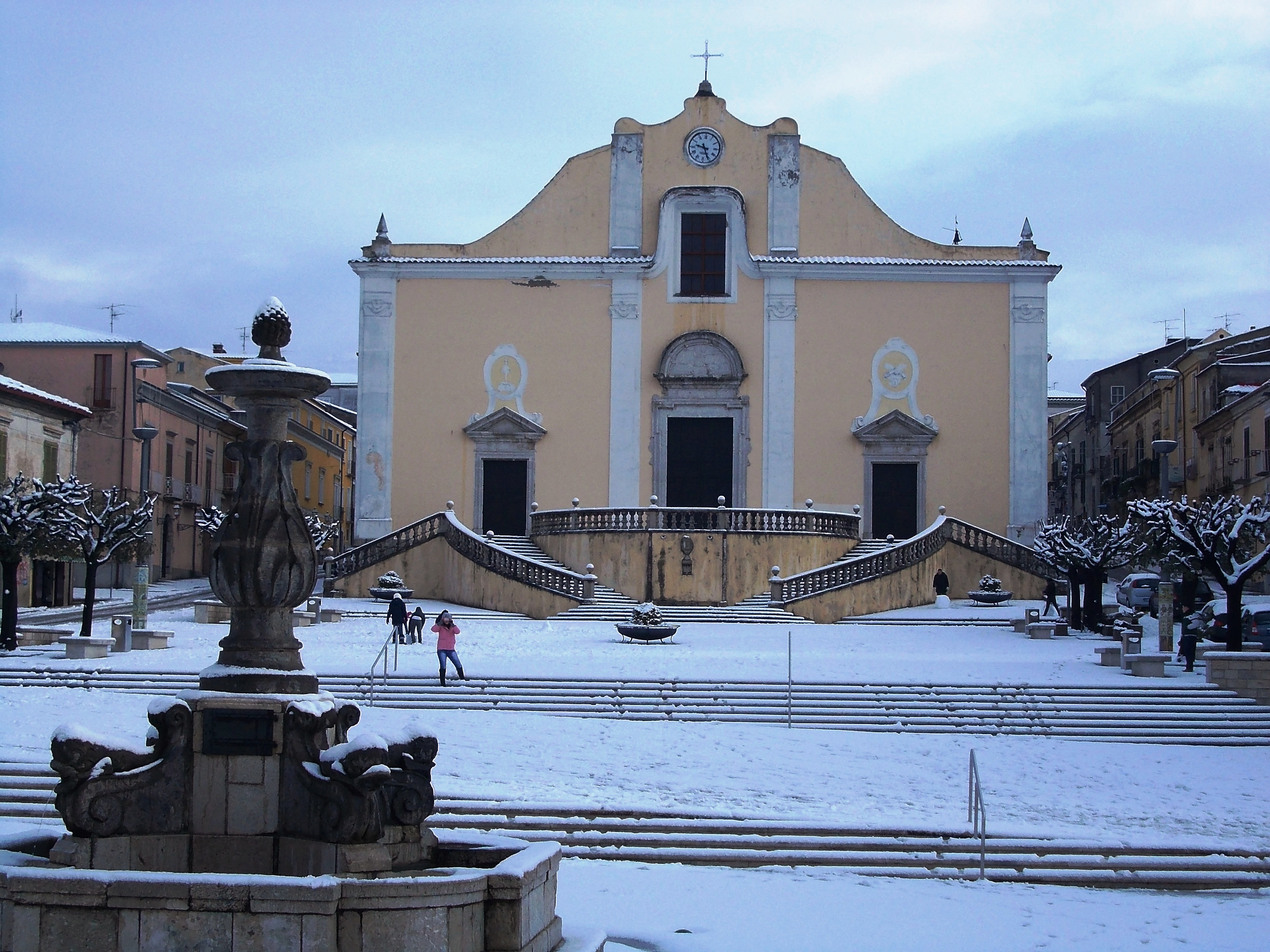
Collegiata di San Martino (Cerreto Sannita)
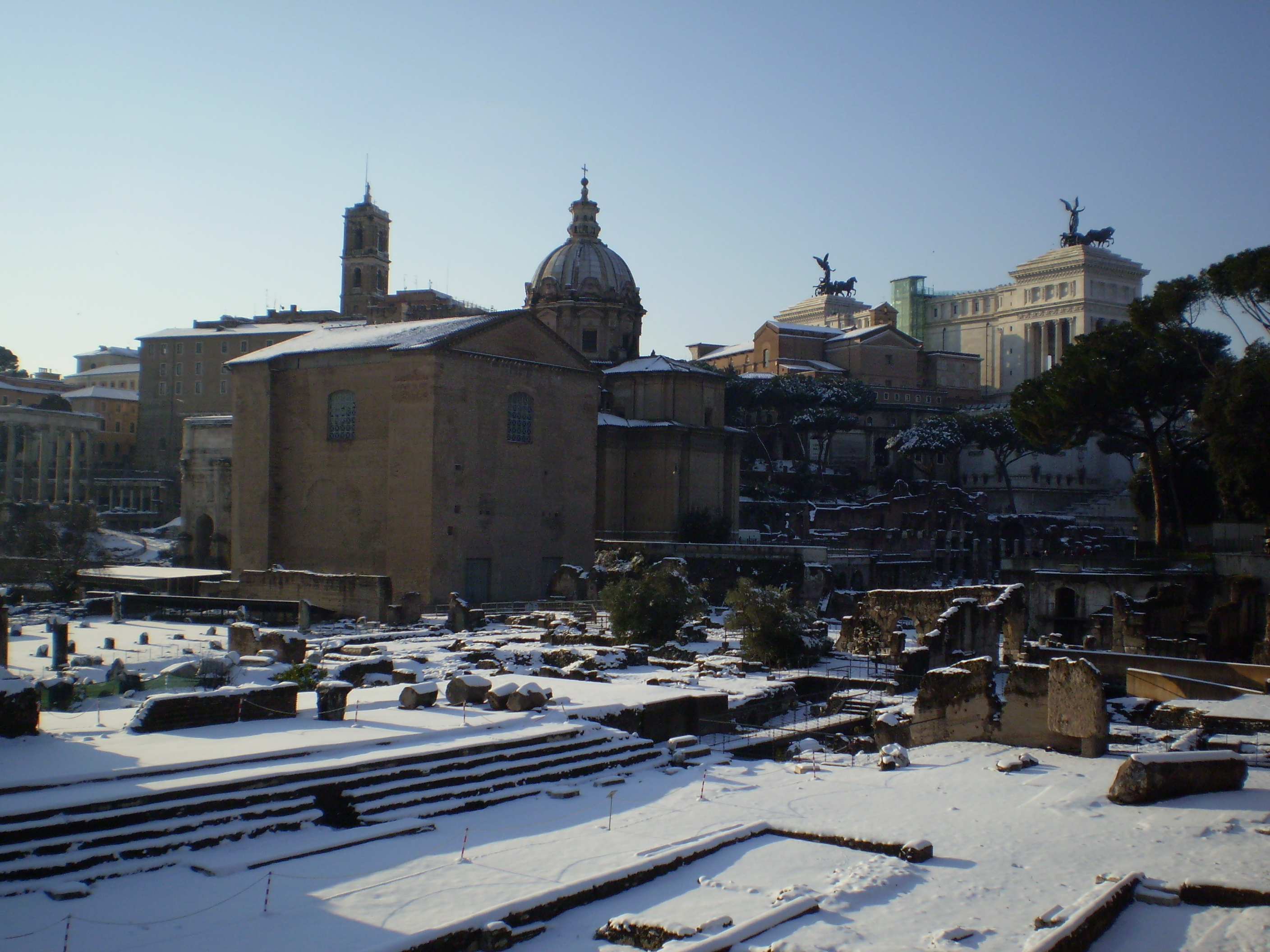
Fori Imperiali (Roma)
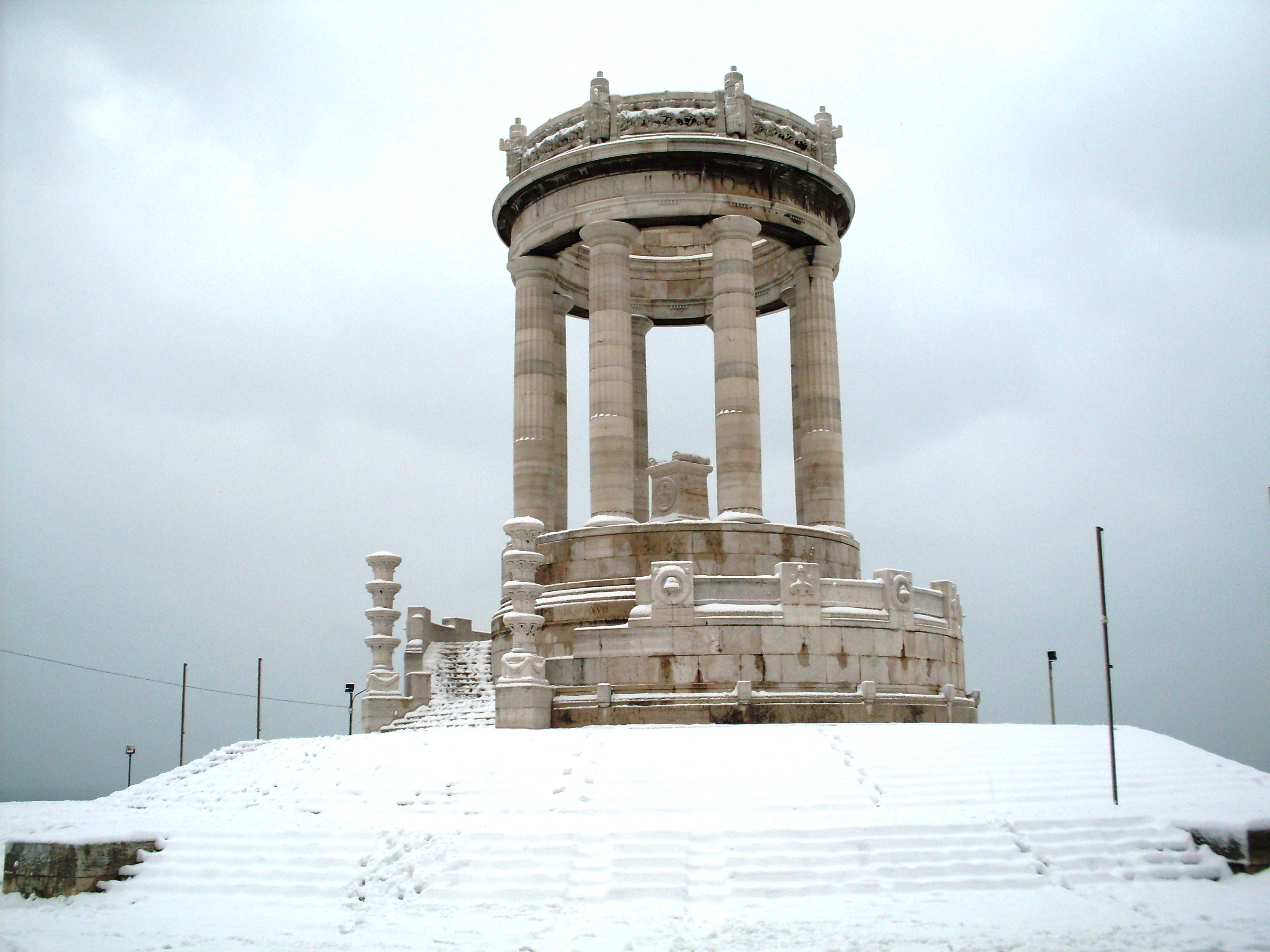
Monumento ai caduti (Ancona)
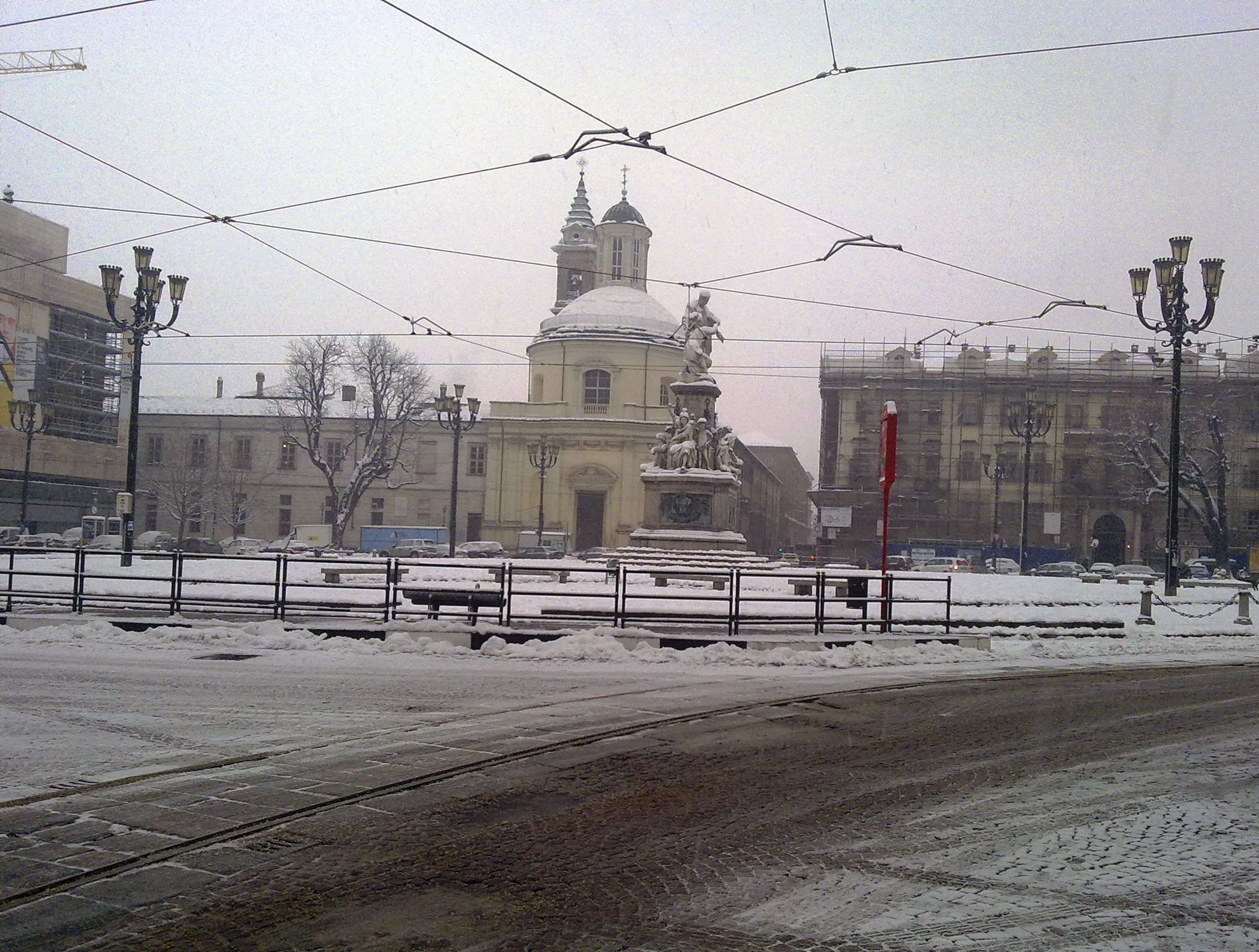
Piazza Carlo Emanuele II (Torino)
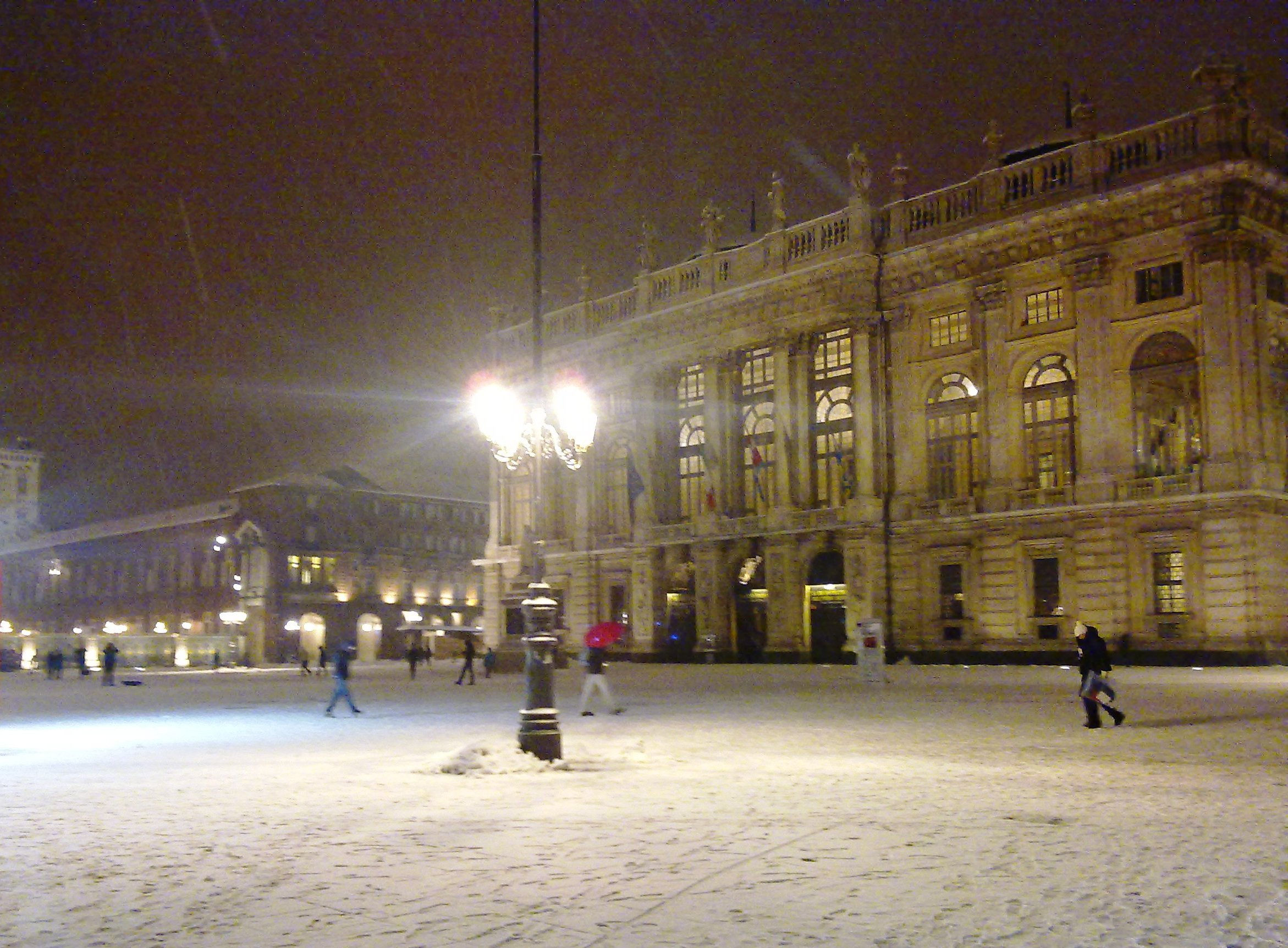
Piazza Castello (Torino)
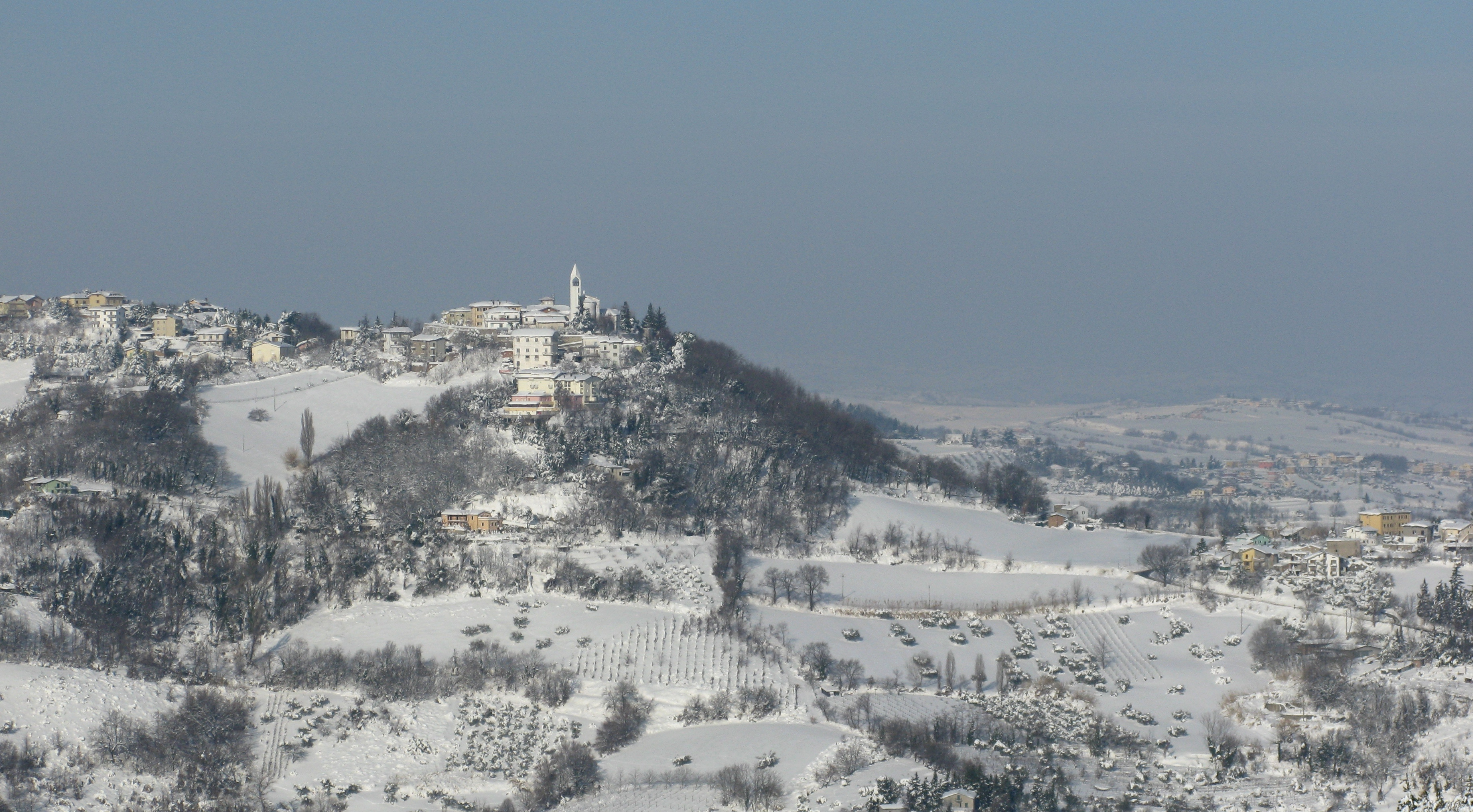
La località di Gemmano (Rimini)
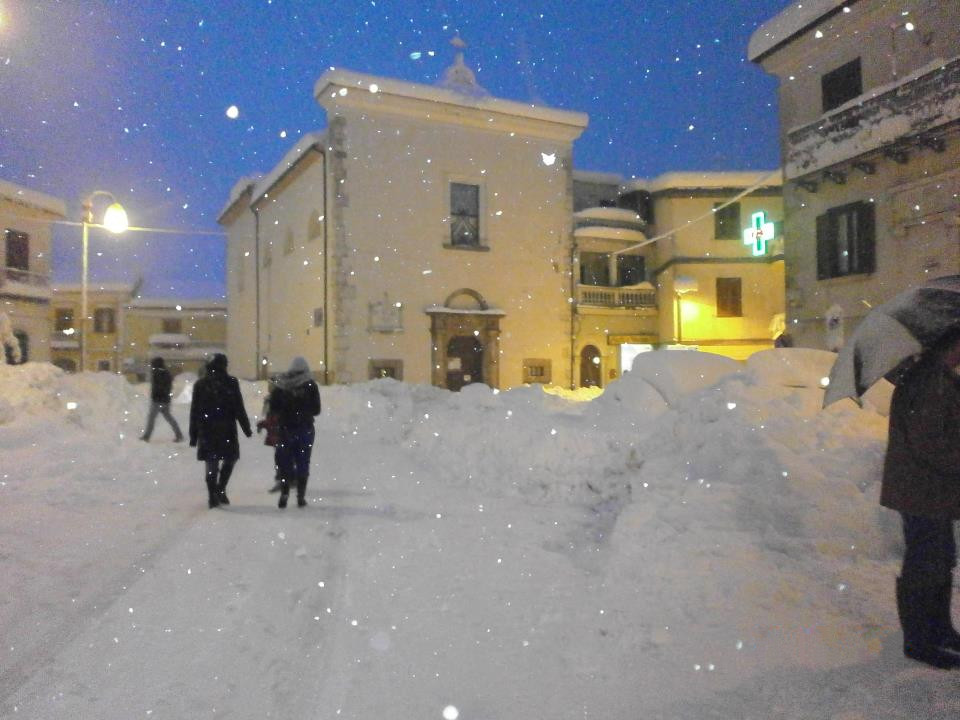
Piazza San Leonardo (Colli a Volturno)
la neve in località Candelara, frazione di Pesaro (PU)